# Ailly-sur-Somme
Ailly-sur-Somme is een gemeente in het Franse departement Somme (regio Hauts-de-France) en telt 3322 inwoners (1999). De plaats maakt deel uit van het arrondissement Amiens.

## Geografie
De oppervlakte van Ailly-sur-Somme bedraagt 15,0 km², de bevolkingsdichtheid is 221,5 inwoners per km².

## Verkeer en vervoer
In de gemeente ligt spoorwegstation Ailly-sur-Somme.
De onderstaande kaart toont de ligging van Ailly-sur-Somme met de belangrijkste infrastructuur en aangrenzende gemeenten.

## Demografie
Onderstaande figuur toont het verloop van het inwonertal (bron: INSEE-tellingen).